# Nyang’oma Kogelo
Nyang’oma Kogelo, ook bekend als Kogelo, is een dorp in het district Siaya in in de provincie Nyanza in Kenia. Het ligt ongeveer op de evenaar, 60 km ten noordwesten van Kisumu, de provinciale hoofdstad. Het is een typisch Keniaans landelijk dorp waarvan de meeste inwoners leven van kleinschalige landbouw.
Sinds 2006, kreeg het dorp internationale aandacht doordat de vader van Barack Obama in dit dorp een groot deel van zijn leven doorbracht. De vader van Barack Obama is begraven in Kogelo. De stiefmoeder van Barack Obama's vader, Sarah Obama, woont er nog steeds.